# The Orville
The Orville je americký komediálně-dramatický sci-fi televizní seriál. Jeho autorem je Seth MacFarlane, pro něhož to je první autorský hraný seriál. Vysílán je na od 10. září 2017, první dvě řady byly uvedeny na stanici Fox, od roku 2021 má být zveřejňován na streamovací službě Hulu.

## Příběh
Seriál se věnuje příběhům průzkumné hvězdné lodi USS Orville (ECV-197) a její posádce pod velením kapitána Eda Mercera. Začátek seriálu se odehrává se v roce 2419.

## Obsazení
- Seth MacFarlane jako kapitán Ed Mercer, velící důstojník Orvillu
- Adrianne Palicki jako komandér Kelly Grayson, první důstojník
- Penny Johnson Jerald jako doktorka Claire Finn, vrchní lékařka
- Scott Grimes jako poručík Gordon Malloy, kormidelník
- Peter Macon jako nadporučík Bortus, druhý důstojník
- Halston Sage jako poručík Alara Kitan (1.–2. řada), bezpečnostní důstojník
- J. Lee jako poručík John LaMarr, navigátor
- Mark Jackson jako Isaac, vědecký důstojník
- Jessica Szohr jako poručík Talla Keyali (2. řada), bezpečnostní důstojník

## Vysílání
| Řada | Díly | Premiéra v USA    | Premiéra v USA   | Stanice v USA |
| Řada | Díly | První díl         | Poslední díl     | Stanice v USA |
| ---- | ---- | ----------------- | ---------------- | ------------- |
| 1    | 12   | 10. září 2017     | 7. prosince 2017 | Fox           |
| 2    | 14   | 30. prosince 2018 | 25. dubna 2019   | Fox           |
| 3    | 10   | 2. června 2022    | bude oznámeno    | Hulu          |

Pro první řadu bylo objednáno 13 dílů, úvodní epizoda byla uvedena 10. září 2017. V listopadu 2017 televize Fox oznámila, že objednala druhou řadu seriálu, jež se na obrazovkách premiérově objevila v závěru roku 2018. Stanice se nakonec rozhodla v první sérii odvysílat pouze 12 dílů, zbývající epizoda se stala součástí druhé řady. Po jejím skončení ohlásil Fox v květnu 2019 objednávku třetí série. V červenci 2019 autoři seriálu uvedli, že třetí série Orvillu bude zveřejněna na streamovací službě Hulu.